# Craspedosis candidior
Craspedosis candidior är en fjärilsart som beskrevs av W. Warren 1899. Craspedosis candidior ingår i släktet Craspedosis och familjen mätare. Inga underarter finns listade i Catalogue of Life.